# Annona foetida
Annona foetida este o specie de plante angiosperme din genul Annona, familia Annonaceae, descrisă de Carl Friedrich Philipp von Martius. A fost clasificată de IUCN ca specie cu risc scăzut. Conform Catalogue of Life specia Annona foetida nu are subspecii cunoscute.